# Canthylidia cladotus
Canthylidia cladotus là một loài bướm đêm trong họ Noctuidae.